# Ministerrat der Deutschen Demokratischen Republik

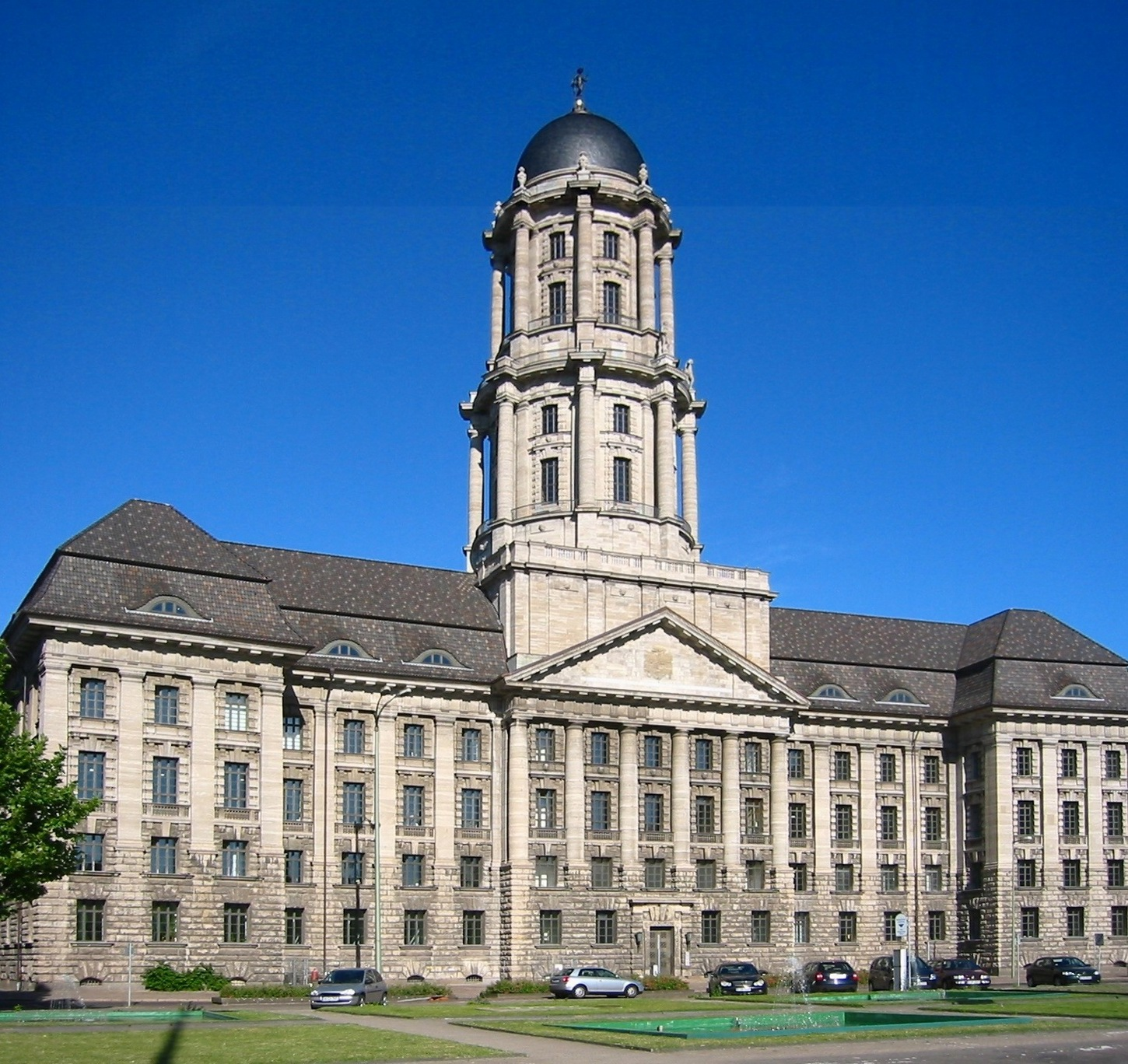
Sitz des Ministerrates war von 1955 bis 1990 das Alte Stadthaus in Berlin. Die Stelle, an der das DDR-Wappen hing, ist gut zu erkennen

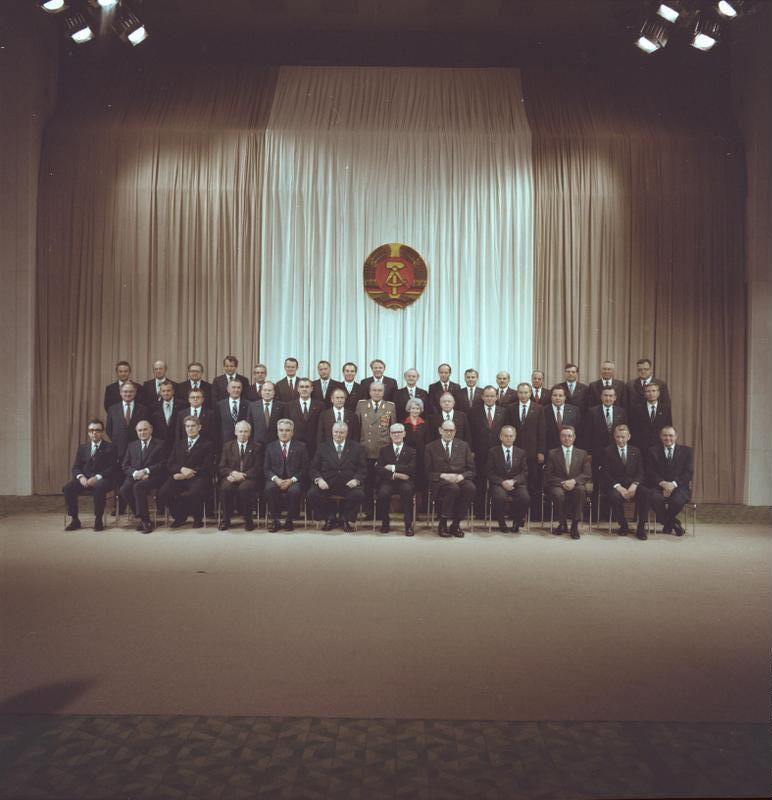
Gruppenbild des Ministerrates der DDR im Juni 1981

Der Ministerrat der DDR war ab November 1950 die Regierung der DDR. Dieser war laut Verfassung der Deutschen Demokratischen Republik das höchste exekutive Organ des Staates und wurde ausschließlich aus der SED und den mit ihr im „Demokratischen Block“ vereinten Parteien gebildet. 1950 bestand der Rat aus 18 Mitgliedern, 1989 gehörten ihm 39 Mitglieder an.

## Aufbau

Der Ministerrat im politischen System der DDR

Der Ministerrat war im Machtgefüge der DDR nur eine nachrangige Instanz zum Absegnen von Beschlüssen und Gesetzentwürfen der SED-Führung. Zum einen verfügte die DDR-Regierung wie auch die Regierung der Bundesrepublik in den Anfangsjahren nur über eine eingeschränkte Souveränität. Besonders bezüglich der Außenbeziehungsfragen waren die Entscheidungsmöglichkeiten sehr eingegrenzt und die Regierung der DDR unterstand direkt der Sowjetischen Kontrollkommission.
Das eigentliche Machtzentrum in der DDR war das Politbüro des ZK der SED mit seinen Sekretariaten. Es kontrollierte Partei und Regierung. Welche Rolle ihm zukam, verdeutlicht ein Beschluss des Sekretariats des Politbüros vom 17. Oktober 1949:

„Gesetze und Verordnungen von Bedeutung, Materialien sonstiger Art, über die Regierungsbeschlüsse herbeigeführt werden sollen, weiterhin Vorschläge zum Erlaß von Gesetzen und Verordnungen müssen vor ihrer Verabschiedung durch die Volkskammer und die Regierung dem Politbüro bzw. Sekretariat des Politbüros zur Beschlußfassung übermittelt werden.“

Zudem wurden im Juni 1950 im Zentralkomitee der SED Abteilungen gebildet, die den Ressorts der Ministerien entsprachen. Diese Fachabteilungen im Zentralkomitee der SED waren die eigentlichen Entscheidungszentren.
Der Ministerrat wurde von einem Vorsitzenden (bis 1958 Ministerpräsident) geleitet. Es gab zwei 1. Stellvertretende Vorsitzende und neun weitere Stellvertretende Vorsitzende. Zusammen mit einigen Fachministern bildeten sie das Präsidium des Ministerrats. Das Präsidium bereitete sämtliche Entscheidungen in Absprache mit den zuständigen Abteilungen des Zentralkomitees (ZK) der SED und dem SED-Politbüro vor. Die Sekretäre und Abteilungsleiter im ZK der SED konnten den Ministern Anweisungen erteilen.
Langjährige erste Stellvertreter des Vorsitzenden des Ministerrates waren Alfred Neumann (1968–1989) und Werner Krolikowski (1976–1988), beide Mitglieder des Politbüros des ZK der SED. Alfred Neumann war schon zuvor unter Ulbricht Vorsitzender des Volkswirtschaftsrates. Weitere Stellvertretende Vorsitzende des Ministerrates waren jeweils führende Vertreter der vier Blockparteien.
Dem Ministerrat gehörten ebenfalls der Vorsitzende der Staatlichen Plankommission, der Präsident der Staatsbank der DDR und etliche Staatssekretäre, die meist selbst Leiter von Ämtern beim Ministerrat waren, an. Alle Mitglieder des Ministerrates – also auch die Minister – wurden von der Volkskammer für jeweils fünf Jahre gewählt. Das Präsidium war das Arbeitsorgan zwischen den wöchentlichen Sitzungen des Ministerrates. Diese fanden regelmäßig mittwochs zur Durchführung der Beschlüsse der Politbürositzung beim ZK der SED vom Dienstag statt. Im zentralistischen Staatsaufbau der DDR waren dem Ministerrat als weitere Verwaltungsebenen die Räte der Bezirke und die Räte der Stadt- und Landkreise nachgeordnet.
Vom Büro des Ministerrates wurde auch das Gesetzblatt der Deutschen Demokratischen Republik herausgegeben. Seit 1983 wurde beim Ministerrat der elektronische „Zentrale Kaderdatenspeicher“ (ZKDS) der DDR geführt. Außerdem bestand beim Ministerrat das Presseamt, das regierungsamtliche Verkündungen erließ und für die Akkreditierung der ausländischen Journalisten in der DDR zuständig war. Sein langjähriger Leiter war Kurt Blecha.
Dienstsitz des Ministerrats war von 1950 bis 1953 der frühere Preußische Landtag, ab 1961 das frühere Alte Stadthaus in Berlin-Mitte in der Klosterstraße 47. Die Ministerien hatten eigene Gebäude in Berlin. Im Haus der Ministerien in der Leipziger Straße nahe der Berliner Mauer waren die Fachministerien der Wirtschaftszweige zusammengefasst.

## Ministerpräsidenten bzw. Vorsitzende des Ministerrates
Die Ministerpräsidenten (bis 1958) bzw. Vorsitzenden des Ministerrates (ab 1958) waren:
| Nr. | Name (Lebensdaten)           | Bild | Amtsantritt                                                    | Ende der Amtszeit                                                                                      | Partei  |
| --- | ---------------------------- | ---- | -------------------------------------------------------------- | --- | ------- |
| 1   | Otto Grotewohl (1894–1964)   |      | 7. Oktober 1949                                                | 21. September 1964 Grotewohl gab November 1960 aufgrund schwerer Erkrankung die Regierungsgeschäfte ab | SED     |
| 2   | Willi Stoph (1914–1999)      |      | 24. September 1964 seit November 1960 amtierender Vorsitzender | 3. Oktober 1973                                                                                        | SED     |
| 3   | Horst Sindermann (1915–1990) |      | 3. Oktober 1973                                                | 1. November 1976                                                                                       | SED     |
| 4   | Willi Stoph (1914–1999)      |      | 1. November 1976                                               | 7. November 1989                                                                                       | SED     |
| 5   | Hans Modrow (1928–2023)      |      | 13. November 1989                                              | 11. April 1990                                                                                         | SED/PDS |
| 6   | Lothar de Maizière (* 1940)  |      | 12. April 1990                                                 | 2. Oktober 1990                                                                                        | CDU     |

### Amt des Ministerpräsidenten
Der Ministerpräsident, ab 1958 Vorsitzender des Ministerrates, wurde durch eine eigene Behörde unterstützt. Zuerst durch die Regierungskanzlei, welche ab dem 26. November 1954 vom Büro des Präsidiums des Ministerrats abgelöst wurde. Dieses wurde wiederum 1962 in Büro des Ministerrates umbenannt.
Leiter (alle SED):
- Rudi Geyer (1954–1956)[4]
- Anton Plenikowski (1956–1963), Staatssekretär
- Rudolf Rost (1963–1975), Staatssekretär

Anfang 1974 wurde der Großteil der Aufgaben des Büro des Ministerrates in ein neues Sekretariat des Ministerrates eingegliedert, welches nicht dem damaligen Vorsitzenden Horst Sindermann, sondern dem Ersten Stellvertreter Günter Mittag unterstand. Das entkernte Büro des Ministerrates bestand unter Rudolf Rost parallel zum Sekretariat noch ein weiteres Jahr, dann wurde es abgeschafft und die verbliebenen Zuständigkeiten gingen zum Sekretariat des Ministerrates.
Leiter (alle SED):
- Kurt Kleinert (1974–1989), Staatssekretär
- Harry Möbis (1989–1990), Staatssekretär

Am 13. April 1990 wurde als Rechtsnachfolger des Sekretariat des Ministerrates ein Amt des Ministerpräsidenten gebildet, welches in Vorbereitung der Deutschen Wiedervereinigung dem Bundeskanzleramt nachempfunden war.
Leiter:
- Klaus Reichenbach (1990), Minister

Staatssekretäre waren nun Günther Krause (Arbeitsstab Deutsche Einheit), Lothar Moritz (politische Grundsatzangelegenheiten), Gottfried Klepel (Innen- und Wirtschaftspolitik), Matthias Gehler (Regierungssprecher) und Almuth Berger (Ausländerbeauftragte).

## Stellvertreter des Vorsitzenden des Ministerrates
- Erste Stellvertreter des Vorsitzenden (alle SED):
  - Walter Ulbricht (1955–1960)
  - Willi Stoph (1962–1964)
  - Alfred Neumann (1968–1989)
  - Horst Sindermann (1971–1973)
  - Günter Mittag (1973–1976)
  - Werner Krolikowski (1976–1988)
  - Günther Kleiber (1988–1989)
- Stellvertreter des Vorsitzenden:
  - Alexander Abusch (SED, 1961–1971)
  - Erich Apel (SED, 1963–1965)
  - Julius Balkow (SED, 1965–1967)
  - Lothar Bolz (NDPD, 1950–1967)
  - Kurt Fichtner (SED, 1967–1974)
  - Manfred Flegel (NDPD, 1967–1989)
  - Hans-Joachim Heusinger (LDPD, 1972–1989)
  - Hermann Kastner (LDPD, 1949–1950)
  - Günther Kleiber (SED, 1971–1988)
  - Bruno Leuschner (SED, 1955–1965)
  - Hans Loch (LDPD, 1950–1960)
  - Alfred Neumann (SED, 1965–1968)
  - Otto Nuschke (CDU, 1949–1957)
  - Fred Oelßner (SED, 1955–1958)
  - Heinrich Rau (SED, 1950–1961)
  - Wolfgang Rauchfuß (SED, 1965–1989)
  - Hans Reichelt (DBD, 1972–1989)
  - Paul Scholz (DBD, 1952–1967)
  - Gerhard Schürer (SED, 1967–1989)
  - Rudolph Schulze (CDU, 1971–1989)
  - Max Sefrin (CDU, 1958–1971)
  - Fritz Selbmann (SED, 1956–1958)
  - Horst Sölle (SED, 1986–1989)
  - Willi Stoph (SED, 1954–1962)
  - Max Suhrbier (LDPD, 1960–1965)
  - Werner Titel (DBD, 1967–1971)
  - Walter Ulbricht (SED, 1949–1955)
  - Gerhard Weiss (SED, 1965–1986)
  - Herbert Weiz (SED, 1967–1989)
  - Margarete Wittkowski (SED, 1961–1967)
  - Kurt Wünsche (LDPD, 1965–1972)

## Ministerien
Die Ministerien und Minister waren:

### Ministerien
| Name des Ministeriums | Minister (Partei)                    | Regierungszeit | Kabinett                        |
| --- | ------------------------------------ | -------------- | ------------------------------- |
| Arbeit und Berufsausbildung (bis 1954: Arbeit)                                                                                     | Roman Chwalek (SED)                  | 1950–1953      | 1. Ministerrat                  |
| Arbeit und Berufsausbildung (bis 1954: Arbeit)                                                                                     | Friedrich Macher (SED)               | 1953–1958      | 1. Ministerrat                  |
| Arbeit und Berufsausbildung (bis 1954: Arbeit)                                                                                     | Friedrich Macher (SED)               | 1953–1958      | 2. Ministerrat                  |
| Auswärtige Angelegenheiten | Georg Dertinger (CDU)                | 1949–1953      | Provisorische Regierung der DDR |
| Auswärtige Angelegenheiten | Georg Dertinger (CDU)                | 1949–1953      | 1. Ministerrat                  |
| Auswärtige Angelegenheiten | Lothar Bolz (NDPD)                   | 1953–1965      | 1. Ministerrat                  |
| Auswärtige Angelegenheiten | Lothar Bolz (NDPD)                   | 1953–1965      | 2. Ministerrat                  |
| Auswärtige Angelegenheiten | Lothar Bolz (NDPD)                   | 1953–1965      | 3. Ministerrat                  |
| Auswärtige Angelegenheiten | Lothar Bolz (NDPD)                   | 1953–1965      | 4. Ministerrat                  |
| Auswärtige Angelegenheiten | Otto Winzer (SED)                    | 1965–1975      | 4. Ministerrat                  |
| Auswärtige Angelegenheiten | Otto Winzer (SED)                    | 1965–1975      | 5. Ministerrat                  |
| Auswärtige Angelegenheiten | Otto Winzer (SED)                    | 1965–1975      | 6. Ministerrat                  |
| Auswärtige Angelegenheiten | Oskar Fischer (SED)                  | 1975–1990      | 6. Ministerrat                  |
| Auswärtige Angelegenheiten | Oskar Fischer (SED)                  | 1975–1990      | 7. Ministerrat                  |
| Auswärtige Angelegenheiten | Oskar Fischer (SED)                  | 1975–1990      | 8. Ministerrat                  |
| Auswärtige Angelegenheiten | Oskar Fischer (SED)                  | 1975–1990      | 9. Ministerrat                  |
| Auswärtige Angelegenheiten | Oskar Fischer (SED)                  | 1975–1990      | Regierung Modrow                |
| Auswärtige Angelegenheiten | Markus Meckel (SPD)                  | 1990           | Regierung de Maizière           |
| Auswärtige Angelegenheiten | Lothar de Maizière (CDU)             | 1990           | Regierung de Maizière           |
| Bauwesen (bis 1958: Aufbau; 1989–1990: Bauwesen und Wohnungswirtschaft; ab 1990: Bauwesen, Städtebau und Wohnungswirtschaft)       | Lothar Bolz                          | 1949–1953      | Provisorische Regierung der DDR |
| Bauwesen (bis 1958: Aufbau; 1989–1990: Bauwesen und Wohnungswirtschaft; ab 1990: Bauwesen, Städtebau und Wohnungswirtschaft)       | Lothar Bolz                          | 1949–1953      | 1. Ministerrat                  |
| Bauwesen (bis 1958: Aufbau; 1989–1990: Bauwesen und Wohnungswirtschaft; ab 1990: Bauwesen, Städtebau und Wohnungswirtschaft)       | Heinz Winkler                        | 1953–1958      | 2. Ministerrat                  |
| Bauwesen (bis 1958: Aufbau; 1989–1990: Bauwesen und Wohnungswirtschaft; ab 1990: Bauwesen, Städtebau und Wohnungswirtschaft)       | Ernst Scholz                         | 1958–1963      | 3. Ministerrat                  |
| Bauwesen (bis 1958: Aufbau; 1989–1990: Bauwesen und Wohnungswirtschaft; ab 1990: Bauwesen, Städtebau und Wohnungswirtschaft)       | Wolfgang Junker                      | 1963–1989      | 4. Ministerrat                  |
| Bauwesen (bis 1958: Aufbau; 1989–1990: Bauwesen und Wohnungswirtschaft; ab 1990: Bauwesen, Städtebau und Wohnungswirtschaft)       | Wolfgang Junker                      | 1963–1989      | 5. Ministerrat                  |
| Bauwesen (bis 1958: Aufbau; 1989–1990: Bauwesen und Wohnungswirtschaft; ab 1990: Bauwesen, Städtebau und Wohnungswirtschaft)       | Wolfgang Junker                      | 1963–1989      | 6. Ministerrat                  |
| Bauwesen (bis 1958: Aufbau; 1989–1990: Bauwesen und Wohnungswirtschaft; ab 1990: Bauwesen, Städtebau und Wohnungswirtschaft)       | Wolfgang Junker                      | 1963–1989      | 7. Ministerrat                  |
| Bauwesen (bis 1958: Aufbau; 1989–1990: Bauwesen und Wohnungswirtschaft; ab 1990: Bauwesen, Städtebau und Wohnungswirtschaft)       | Wolfgang Junker                      | 1963–1989      | 8. Ministerrat                  |
| Bauwesen (bis 1958: Aufbau; 1989–1990: Bauwesen und Wohnungswirtschaft; ab 1990: Bauwesen, Städtebau und Wohnungswirtschaft)       | Wolfgang Junker                      | 1963–1989      | 9. Ministerrat                  |
| Bauwesen (bis 1958: Aufbau; 1989–1990: Bauwesen und Wohnungswirtschaft; ab 1990: Bauwesen, Städtebau und Wohnungswirtschaft)       | Gerhard Baumgärtel                   | 1989–1990      | Regierung Modrow                |
| Bauwesen (bis 1958: Aufbau; 1989–1990: Bauwesen und Wohnungswirtschaft; ab 1990: Bauwesen, Städtebau und Wohnungswirtschaft)       | Axel Viehweger                       | 1990           | Regierung de Maizière           |
| Finanzen | Hans Loch (LDPD)                     | 1949–1955      | Provisorische Regierung der DDR |
| Finanzen | Hans Loch (LDPD)                     | 1949–1955      | 1. Ministerrat                  |
| Finanzen | Hans Loch (LDPD)                     | 1949–1955      | 2. Ministerrat                  |
| Finanzen | Willy Rumpf (SED)                    | 1955–1966      | 2. Ministerrat                  |
| Finanzen | Willy Rumpf (SED)                    | 1955–1966      | 3. Ministerrat                  |
| Finanzen | Willy Rumpf (SED)                    | 1955–1966      | 4. Ministerrat                  |
| Finanzen | Siegfried Böhm (SED)                 | 1966–1980†     | 4. Ministerrat                  |
| Finanzen | Siegfried Böhm (SED)                 | 1966–1980†     | 5. Ministerrat                  |
| Finanzen | Siegfried Böhm (SED)                 | 1966–1980†     | 6. Ministerrat                  |
| Finanzen | Siegfried Böhm (SED)                 | 1966–1980†     | 7. Ministerrat                  |
| Finanzen | Werner Schmieder (SED)               | 1980–1981      | 7. Ministerrat                  |
| Finanzen | Ernst Höfner (SED)                   | 1981–1989      | 8. Ministerrat                  |
| Finanzen | Ernst Höfner (SED)                   | 1981–1989      | 9. Ministerrat                  |
| Finanzen | Uta Nickel (SED-PDS)                 | 1989–1990      | Regierung Modrow                |
| Finanzen | Walter Siegert (SED-PDS)             | 1990           | Regierung Modrow                |
| Finanzen | Walter Romberg (SPD)                 | 1990           | Regierung de Maizière           |
| Finanzen | Werner Skowron (CDU)                 | 1990           | Regierung de Maizière           |
| Verkehrswesen | Hans Reingruber (Kulturbund der DDR) | 1949–1953      | Provisorische Regierung der DDR |
| Verkehrswesen | Hans Reingruber (Kulturbund der DDR) | 1949–1953      | 1. Ministerrat                  |
| Verkehrswesen | Erwin Kramer (SED)                   | 1954–1970      |                                 |
| Verkehrswesen | Erwin Kramer (SED)                   | 1954–1970      | 2. Ministerrat                  |
| Verkehrswesen | Erwin Kramer (SED)                   | 1954–1970      | 3. Ministerrat                  |
| Verkehrswesen | Erwin Kramer (SED)                   | 1954–1970      | 4. Ministerrat                  |
| Verkehrswesen | Erwin Kramer (SED)                   | 1954–1970      | 5. Ministerrat                  |
| Verkehrswesen | Otto Arndt (SED)                     | 1970–1989      | 5. Ministerrat                  |
| Verkehrswesen | Otto Arndt (SED)                     | 1970–1989      | 6. Ministerrat                  |
| Verkehrswesen | Otto Arndt (SED)                     | 1970–1989      | 7. Ministerrat                  |
| Verkehrswesen | Otto Arndt (SED)                     | 1970–1989      | 8. Ministerrat                  |
| Verkehrswesen | Otto Arndt (SED)                     | 1970–1989      | 9. Ministerrat                  |
| Verkehrswesen | Heinrich Scholz                      | 1989–1990      | Regierung Modrow                |
| Verkehrswesen | Herbert Keddi (SED-PDS)              | 1990           | Regierung Modrow                |
| Verkehrswesen | Horst Gibtner (CDU)                  | 1990           | Regierung de Maizière           |
| Post- und Fernmeldewesen | Friedrich Burmeister (CDU)           | 1949–1963      | Provisorische Regierung der DDR |
| Post- und Fernmeldewesen | Friedrich Burmeister (CDU)           | 1949–1963      | 1. Ministerrat                  |
| Post- und Fernmeldewesen | Friedrich Burmeister (CDU)           | 1949–1963      | 2. Ministerrat                  |
| Post- und Fernmeldewesen | Friedrich Burmeister (CDU)           | 1949–1963      | 3. Ministerrat                  |
| Post- und Fernmeldewesen | Rudolph Schulze (CDU)                | 1963–1989      | 4. Ministerrat                  |
| Post- und Fernmeldewesen | Rudolph Schulze (CDU)                | 1963–1989      | 5. Ministerrat                  |
| Post- und Fernmeldewesen | Rudolph Schulze (CDU)                | 1963–1989      | 6. Ministerrat                  |
| Post- und Fernmeldewesen | Rudolph Schulze (CDU)                | 1963–1989      | 7. Ministerrat                  |
| Post- und Fernmeldewesen | Rudolph Schulze (CDU)                | 1963–1989      | 8. Ministerrat                  |
| Post- und Fernmeldewesen | Rudolph Schulze (CDU)                | 1963–1989      | 9. Ministerrat                  |
| Post- und Fernmeldewesen | Klaus Wolf (CDU)                     | 1989–1990      | Regierung Modrow                |
| Post- und Fernmeldewesen | Emil Schnell (SPD)                   | 1990           | Regierung de Maizière           |
| Kultur | Johannes R. Becher (SED)             | 1954–1958†     | 2. Ministerrat                  |
| Kultur | Alexander Abusch (SED)               | 1958–1961      | 3. Ministerrat                  |
| Kultur | Hans Bentzien (SED)                  | 1961–1965      | 3. Ministerrat                  |
| Kultur | Hans Bentzien (SED)                  | 1961–1965      | 4. Ministerrat                  |
| Kultur | Klaus Gysi (SED)                     | 1966–1973      | 4. Ministerrat                  |
| Kultur | Klaus Gysi (SED)                     | 1966–1973      | 5. Ministerrat                  |
| Kultur | Klaus Gysi (SED)                     | 1966–1973      | 6. Ministerrat                  |
| Kultur | Hans-Joachim Hoffmann (SED)          | 1973–1989      | 6. Ministerrat                  |
| Kultur | Hans-Joachim Hoffmann (SED)          | 1973–1989      | 7. Ministerrat                  |
| Kultur | Hans-Joachim Hoffmann (SED)          | 1973–1989      | 8. Ministerrat                  |
| Kultur | Hans-Joachim Hoffmann (SED)          | 1973–1989      | 9. Ministerrat                  |
| Kultur | Dietmar Keller (SED-PDS)             | 1989–1990      | Regierung Modrow                |
| Kultur | Herbert Schirmer (CDU)               | 1990           | Regierung de Maizière           |
| Landwirtschaft (1963–1968 Landwirtschaftsrat; 1968–1971 Rat für Landwirtschaft und Nahrungsgüterwirtschaft)                        | Ernst Goldenbaum (DBD)               | 1949–1950      | Provisorische Regierung der DDR |
| Landwirtschaft (1963–1968 Landwirtschaftsrat; 1968–1971 Rat für Landwirtschaft und Nahrungsgüterwirtschaft)                        | Paul Scholz (DBD)                    | 1950–1952      | 1. Ministerrat                  |
| Landwirtschaft (1963–1968 Landwirtschaftsrat; 1968–1971 Rat für Landwirtschaft und Nahrungsgüterwirtschaft)                        | Wilhelm Schröder (DBD)               | 1952–1953      | 1. Ministerrat                  |
| Landwirtschaft (1963–1968 Landwirtschaftsrat; 1968–1971 Rat für Landwirtschaft und Nahrungsgüterwirtschaft)                        | Hans Reichelt (DBD)                  | 1953           | 1. Ministerrat                  |
| Landwirtschaft (1963–1968 Landwirtschaftsrat; 1968–1971 Rat für Landwirtschaft und Nahrungsgüterwirtschaft)                        | Paul Scholz (DBD)                    | 1953–1955      | 1. Ministerrat                  |
| Landwirtschaft (1963–1968 Landwirtschaftsrat; 1968–1971 Rat für Landwirtschaft und Nahrungsgüterwirtschaft)                        | Paul Scholz (DBD)                    | 1953–1955      | 2. Ministerrat                  |
| Landwirtschaft (1963–1968 Landwirtschaftsrat; 1968–1971 Rat für Landwirtschaft und Nahrungsgüterwirtschaft)                        | Hans Reichelt (DBD)                  | 1955–1963      | 2. Ministerrat                  |
| Landwirtschaft (1963–1968 Landwirtschaftsrat; 1968–1971 Rat für Landwirtschaft und Nahrungsgüterwirtschaft)                        | Hans Reichelt (DBD)                  | 1955–1963      | 3. Ministerrat                  |
| Landwirtschaft (1963–1968 Landwirtschaftsrat; 1968–1971 Rat für Landwirtschaft und Nahrungsgüterwirtschaft)                        | Karl-Heinz Bartsch (SED)             | 1963           | 3. Ministerrat                  |
| Landwirtschaft (1963–1968 Landwirtschaftsrat; 1968–1971 Rat für Landwirtschaft und Nahrungsgüterwirtschaft)                        | Georg Ewald (SED)                    | 1963–1973†     | 3. Ministerrat                  |
| Landwirtschaft (1963–1968 Landwirtschaftsrat; 1968–1971 Rat für Landwirtschaft und Nahrungsgüterwirtschaft)                        | Georg Ewald (SED)                    | 1963–1973†     | 4. Ministerrat                  |
| Landwirtschaft (1963–1968 Landwirtschaftsrat; 1968–1971 Rat für Landwirtschaft und Nahrungsgüterwirtschaft)                        | Georg Ewald (SED)                    | 1963–1973†     | 5. Ministerrat                  |
| Landwirtschaft (1963–1968 Landwirtschaftsrat; 1968–1971 Rat für Landwirtschaft und Nahrungsgüterwirtschaft)                        | Georg Ewald (SED)                    | 1963–1973†     | 6. Ministerrat                  |
| Landwirtschaft (1963–1968 Landwirtschaftsrat; 1968–1971 Rat für Landwirtschaft und Nahrungsgüterwirtschaft)                        | Heinz Kuhrig (SED)                   | 1973–1982      | 6. Ministerrat                  |
| Landwirtschaft (1963–1968 Landwirtschaftsrat; 1968–1971 Rat für Landwirtschaft und Nahrungsgüterwirtschaft)                        | Heinz Kuhrig (SED)                   | 1973–1982      | 7. Ministerrat                  |
| Landwirtschaft (1963–1968 Landwirtschaftsrat; 1968–1971 Rat für Landwirtschaft und Nahrungsgüterwirtschaft)                        | Heinz Kuhrig (SED)                   | 1973–1982      | 8. Ministerrat                  |
| Landwirtschaft (1963–1968 Landwirtschaftsrat; 1968–1971 Rat für Landwirtschaft und Nahrungsgüterwirtschaft)                        | Bruno Lietz (SED)                    | 1982–1989      | 8. Ministerrat                  |
| Landwirtschaft (1963–1968 Landwirtschaftsrat; 1968–1971 Rat für Landwirtschaft und Nahrungsgüterwirtschaft)                        | Bruno Lietz (SED)                    | 1982–1989      | 9. Ministerrat                  |
| Landwirtschaft (1963–1968 Landwirtschaftsrat; 1968–1971 Rat für Landwirtschaft und Nahrungsgüterwirtschaft)                        | Hans Watzek (DBD)                    | 1989–1990      | Regierung Modrow                |
| Landwirtschaft (1963–1968 Landwirtschaftsrat; 1968–1971 Rat für Landwirtschaft und Nahrungsgüterwirtschaft)                        | Peter Pollack (parteilos/SPD)        | 1990           | Regierung de Maizière           |
| Volksbildung (bis 1950 Volksbildung und Jugend; ab 1989: Bildung und Jugend)                                                       | Paul Wandel (SED)                    | 1949–1952      | Provisorische Regierung der DDR |
| Volksbildung (bis 1950 Volksbildung und Jugend; ab 1989: Bildung und Jugend)                                                       | Paul Wandel (SED)                    | 1949–1952      | 1. Ministerrat                  |
| Volksbildung (bis 1950 Volksbildung und Jugend; ab 1989: Bildung und Jugend)                                                       | Elisabeth Zaisser (SED)              | 1952–1954      | 1. Ministerrat                  |
| Volksbildung (bis 1950 Volksbildung und Jugend; ab 1989: Bildung und Jugend)                                                       | Fritz Lange (SED)                    | 1954–1958      | 2. Ministerrat                  |
| Volksbildung (bis 1950 Volksbildung und Jugend; ab 1989: Bildung und Jugend)                                                       | Alfred Lemmnitz (SED)                | 1958–1963      | 3. Ministerrat                  |
| Volksbildung (bis 1950 Volksbildung und Jugend; ab 1989: Bildung und Jugend)                                                       | Margot Honecker (SED)                | 1963–1989      | 4. Ministerrat                  |
| Volksbildung (bis 1950 Volksbildung und Jugend; ab 1989: Bildung und Jugend)                                                       | Margot Honecker (SED)                | 1963–1989      | 5. Ministerrat                  |
| Volksbildung (bis 1950 Volksbildung und Jugend; ab 1989: Bildung und Jugend)                                                       | Margot Honecker (SED)                | 1963–1989      | 6. Ministerrat                  |
| Volksbildung (bis 1950 Volksbildung und Jugend; ab 1989: Bildung und Jugend)                                                       | Margot Honecker (SED)                | 1963–1989      | 7. Ministerrat                  |
| Volksbildung (bis 1950 Volksbildung und Jugend; ab 1989: Bildung und Jugend)                                                       | Margot Honecker (SED)                | 1963–1989      | 8. Ministerrat                  |
| Volksbildung (bis 1950 Volksbildung und Jugend; ab 1989: Bildung und Jugend)                                                       | Margot Honecker (SED)                | 1963–1989      | 9. Ministerrat                  |
| Volksbildung (bis 1950 Volksbildung und Jugend; ab 1989: Bildung und Jugend)                                                       | Günther Fuchs (SED)                  | 1989           | Regierung Modrow                |
| Volksbildung (bis 1950 Volksbildung und Jugend; ab 1989: Bildung und Jugend)                                                       | Hans-Heinz Emons (SED-PDS)           | 1989–1990      | Regierung Modrow                |
| Hoch- und Fachschulwesen (1951–1958 Staatssekretariat für Hochschulwesen 1958–1967 Staatssekretariat für Hoch- und Fachschulwesen) | Gerhard Harig (SED)                  | 1951–1957      | 1. Ministerrat                  |
| Hoch- und Fachschulwesen (1951–1958 Staatssekretariat für Hochschulwesen 1958–1967 Staatssekretariat für Hoch- und Fachschulwesen) | Gerhard Harig (SED)                  | 1951–1957      | 2. Ministerrat                  |
| Hoch- und Fachschulwesen (1951–1958 Staatssekretariat für Hochschulwesen 1958–1967 Staatssekretariat für Hoch- und Fachschulwesen) | Wilhelm Girnus (SED)                 | 1957–1962      | 2. Ministerrat                  |
| Hoch- und Fachschulwesen (1951–1958 Staatssekretariat für Hochschulwesen 1958–1967 Staatssekretariat für Hoch- und Fachschulwesen) | Wilhelm Girnus (SED)                 | 1957–1962      | 3. Ministerrat                  |
| Hoch- und Fachschulwesen (1951–1958 Staatssekretariat für Hochschulwesen 1958–1967 Staatssekretariat für Hoch- und Fachschulwesen) | Ernst-Joachim Gießmann (SED)         | 1962–1970      | 3. Ministerrat                  |
| Hoch- und Fachschulwesen (1951–1958 Staatssekretariat für Hochschulwesen 1958–1967 Staatssekretariat für Hoch- und Fachschulwesen) | Ernst-Joachim Gießmann (SED)         | 1962–1970      | 4. Ministerrat                  |
| Hoch- und Fachschulwesen (1951–1958 Staatssekretariat für Hochschulwesen 1958–1967 Staatssekretariat für Hoch- und Fachschulwesen) | Ernst-Joachim Gießmann (SED)         | 1962–1970      | 5. Ministerrat                  |
| Hoch- und Fachschulwesen (1951–1958 Staatssekretariat für Hochschulwesen 1958–1967 Staatssekretariat für Hoch- und Fachschulwesen) | Hans-Joachim Böhme (SED)             | 1970–1989      | 5. Ministerrat                  |
| Hoch- und Fachschulwesen (1951–1958 Staatssekretariat für Hochschulwesen 1958–1967 Staatssekretariat für Hoch- und Fachschulwesen) | Hans-Joachim Böhme (SED)             | 1970–1989      | 6. Ministerrat                  |
| Hoch- und Fachschulwesen (1951–1958 Staatssekretariat für Hochschulwesen 1958–1967 Staatssekretariat für Hoch- und Fachschulwesen) | Hans-Joachim Böhme (SED)             | 1970–1989      | 7. Ministerrat                  |
| Hoch- und Fachschulwesen (1951–1958 Staatssekretariat für Hochschulwesen 1958–1967 Staatssekretariat für Hoch- und Fachschulwesen) | Hans-Joachim Böhme (SED)             | 1970–1989      | 8. Ministerrat                  |
| Hoch- und Fachschulwesen (1951–1958 Staatssekretariat für Hochschulwesen 1958–1967 Staatssekretariat für Hoch- und Fachschulwesen) | Hans-Joachim Böhme (SED)             | 1970–1989      | 9. Ministerrat                  |
| Wissenschaft und Technik | Herbert Weiz (SED)                   | 1974–1989      | 6. Ministerrat                  |
| Wissenschaft und Technik | Herbert Weiz (SED)                   | 1974–1989      | 7. Ministerrat                  |
| Wissenschaft und Technik | Herbert Weiz (SED)                   | 1974–1989      | 8. Ministerrat                  |
| Wissenschaft und Technik | Herbert Weiz (SED)                   | 1974–1989      | 9. Ministerrat                  |
| Wissenschaft und Technik | Peter-Klaus Budig (LDPD)             | 1989–1990      | Regierung Modrow                |
| Gesundheitswesen (bis 1958: Arbeit und Gesundheitswesen; 1989 bis 1990: Gesundheits- und Sozialwesen)                              | Luitpold Steidle (CDU)               | 1949–1958      | Provisorische Regierung der DDR |
| Gesundheitswesen (bis 1958: Arbeit und Gesundheitswesen; 1989 bis 1990: Gesundheits- und Sozialwesen)                              | Luitpold Steidle (CDU)               | 1949–1958      | 1. Ministerrat                  |
| Gesundheitswesen (bis 1958: Arbeit und Gesundheitswesen; 1989 bis 1990: Gesundheits- und Sozialwesen)                              | Luitpold Steidle (CDU)               | 1949–1958      | 2. Ministerrat                  |
| Gesundheitswesen (bis 1958: Arbeit und Gesundheitswesen; 1989 bis 1990: Gesundheits- und Sozialwesen)                              | Max Sefrin (CDU)                     | 1958–1971      | 3. Ministerrat                  |
| Gesundheitswesen (bis 1958: Arbeit und Gesundheitswesen; 1989 bis 1990: Gesundheits- und Sozialwesen)                              | Max Sefrin (CDU)                     | 1958–1971      | 4. Ministerrat                  |
| Gesundheitswesen (bis 1958: Arbeit und Gesundheitswesen; 1989 bis 1990: Gesundheits- und Sozialwesen)                              | Max Sefrin (CDU)                     | 1958–1971      | 5. Ministerrat                  |
| Gesundheitswesen (bis 1958: Arbeit und Gesundheitswesen; 1989 bis 1990: Gesundheits- und Sozialwesen)                              | Ludwig Mecklinger (SED)              | 1971–1988      | 6. Ministerrat                  |
| Gesundheitswesen (bis 1958: Arbeit und Gesundheitswesen; 1989 bis 1990: Gesundheits- und Sozialwesen)                              | Ludwig Mecklinger (SED)              | 1971–1988      | 7. Ministerrat                  |
| Gesundheitswesen (bis 1958: Arbeit und Gesundheitswesen; 1989 bis 1990: Gesundheits- und Sozialwesen)                              | Ludwig Mecklinger (SED)              | 1971–1988      | 8. Ministerrat                  |
| Gesundheitswesen (bis 1958: Arbeit und Gesundheitswesen; 1989 bis 1990: Gesundheits- und Sozialwesen)                              | Ludwig Mecklinger (SED)              | 1971–1988      | 9. Ministerrat                  |
| Gesundheitswesen (bis 1958: Arbeit und Gesundheitswesen; 1989 bis 1990: Gesundheits- und Sozialwesen)                              | Klaus Thielmann (SED)                | 1989–1990      | 9. Ministerrat                  |
| Gesundheitswesen (bis 1958: Arbeit und Gesundheitswesen; 1989 bis 1990: Gesundheits- und Sozialwesen)                              | Klaus Thielmann (SED)                | 1989–1990      | Regierung Modrow                |
| Gesundheitswesen (bis 1958: Arbeit und Gesundheitswesen; 1989 bis 1990: Gesundheits- und Sozialwesen)                              | Jürgen Kleditzsch (CDU)              | 1990           | Regierung de Maizière           |
| Geologie | Manfred Bochmann                     | 1974–1989      | 6. Ministerrat                  |
| Geologie | Manfred Bochmann                     | 1974–1989      | 7. Ministerrat                  |
| Geologie | Manfred Bochmann                     | 1974–1989      | 8. Ministerrat                  |
| Geologie | Manfred Bochmann                     | 1974–1989      | 9. Ministerrat                  |
| Umweltschutz und Wasserwirtschaft (ab 1990: Umwelt- und Naturschutz, Reaktorsicherheit und Energie)                                | Werner Titel (DBD)                   | 1971†          | 6. Ministerrat                  |
| Umweltschutz und Wasserwirtschaft (ab 1990: Umwelt- und Naturschutz, Reaktorsicherheit und Energie)                                | Hans Reichelt (DBD)                  | 1972–1990      | 6. Ministerrat                  |
| Umweltschutz und Wasserwirtschaft (ab 1990: Umwelt- und Naturschutz, Reaktorsicherheit und Energie)                                | Hans Reichelt (DBD)                  | 1972–1990      | 7. Ministerrat                  |
| Umweltschutz und Wasserwirtschaft (ab 1990: Umwelt- und Naturschutz, Reaktorsicherheit und Energie)                                | Hans Reichelt (DBD)                  | 1972–1990      | 8. Ministerrat                  |
| Umweltschutz und Wasserwirtschaft (ab 1990: Umwelt- und Naturschutz, Reaktorsicherheit und Energie)                                | Hans Reichelt (DBD)                  | 1972–1990      | 9. Ministerrat                  |
| Umweltschutz und Wasserwirtschaft (ab 1990: Umwelt- und Naturschutz, Reaktorsicherheit und Energie)                                | Hans Reichelt (DBD)                  | 1972–1990      | Regierung Modrow                |
| Umweltschutz und Wasserwirtschaft (ab 1990: Umwelt- und Naturschutz, Reaktorsicherheit und Energie)                                | Peter Diederich                      | 1990           | Regierung Modrow                |
| Umweltschutz und Wasserwirtschaft (ab 1990: Umwelt- und Naturschutz, Reaktorsicherheit und Energie)                                | Karl H. Steinberg (CDU)              | 1990           | Regierung de Maizière           |
| Handel und Versorgung | Karl Hamann                          | 1949–1952      | Provisorische Regierung der DDR |
| Handel und Versorgung | Karl Hamann                          | 1949–1952      | 1. Ministerrat                  |
| Handel und Versorgung | Curt Wach                            | 1953–1959      | 1. Ministerrat                  |
| Handel und Versorgung | Curt Wach                            | 1953–1959      | 2. Ministerrat                  |
| Handel und Versorgung | Curt Wach                            | 1953–1959      | 3. Ministerrat                  |
| Handel und Versorgung | Curt-Heinz Merkel                    | 1959–1963      | 3. Ministerrat                  |
| Handel und Versorgung | Gerhard Lucht                        | 1963–1965      | 4. Ministerrat                  |
| Handel und Versorgung | Günter Sieber                        | 1965–1972      | 4. Ministerrat                  |
| Handel und Versorgung | Günter Sieber                        | 1965–1972      | 5. Ministerrat                  |
| Handel und Versorgung | Günter Sieber                        | 1965–1972      | 6. Ministerrat                  |
| Handel und Versorgung | Gerhard Briksa                       | 1972–1989      | 6. Ministerrat                  |
| Handel und Versorgung | Gerhard Briksa                       | 1972–1989      | 7. Ministerrat                  |
| Handel und Versorgung | Gerhard Briksa                       | 1972–1989      | 8. Ministerrat                  |
| Handel und Versorgung | Gerhard Briksa                       | 1972–1989      | 9. Ministerrat                  |
| Handel und Versorgung | Manfred Flegel                       | 1989–1990      | Regierung Modrow                |
| Außenhandel | Georg Ulrich Handke                  | 1949–1952      | Provisorische Regierung der DDR |
| Außenhandel | Georg Ulrich Handke                  | 1949–1952      | 1. Ministerrat                  |
| Außenhandel | Kurt Gregor                          | 1952–1954      | 1. Ministerrat                  |
| Außenhandel | Heinrich Rau                         | 1955–1961†     | 2. Ministerrat                  |
| Außenhandel | Heinrich Rau                         | 1955–1961†     | 3. Ministerrat                  |
| Außenhandel | Julius Balkow                        | 1961–1965      | 3. Ministerrat                  |
| Außenhandel | Julius Balkow                        | 1961–1965      | 4. Ministerrat                  |
| Außenhandel | Horst Sölle                          | 1965–1986      | 4. Ministerrat                  |
| Außenhandel | Horst Sölle                          | 1965–1986      | 5. Ministerrat                  |
| Außenhandel | Horst Sölle                          | 1965–1986      | 6. Ministerrat                  |
| Außenhandel | Horst Sölle                          | 1965–1986      | 7. Ministerrat                  |
| Außenhandel | Horst Sölle                          | 1965–1986      | 8. Ministerrat                  |
| Außenhandel | Gerhard Beil                         | 1986–1990      | 9. Ministerrat                  |
| Außenhandel | Gerhard Beil                         | 1986–1990      | Regierung Modrow                |
| Justiz | Max Fechner (SED)                    | 1949–1953      | Provisorische Regierung der DDR |
| Justiz | Max Fechner (SED)                    | 1949–1953      | 1. Ministerrat                  |
| Justiz | Hilde Benjamin (SED)                 | 1953–1967      | 1. Ministerrat                  |
| Justiz | Hilde Benjamin (SED)                 | 1953–1967      | 2. Ministerrat                  |
| Justiz | Hilde Benjamin (SED)                 | 1953–1967      | 3. Ministerrat                  |
| Justiz | Hilde Benjamin (SED)                 | 1953–1967      | 4. Ministerrat                  |
| Justiz | Kurt Wünsche (LDPD)                  | 1967–1972      | 5. Ministerrat                  |
| Justiz | Kurt Wünsche (LDPD)                  | 1967–1972      | 6. Ministerrat                  |
| Justiz | Hans-Joachim Heusinger (LDPD)        | 1972–1990      | 6. Ministerrat                  |
| Justiz | Hans-Joachim Heusinger (LDPD)        | 1972–1990      | 7. Ministerrat                  |
| Justiz | Hans-Joachim Heusinger (LDPD)        | 1972–1990      | 8. Ministerrat                  |
| Justiz | Hans-Joachim Heusinger (LDPD)        | 1972–1990      | 9. Ministerrat                  |
| Justiz | Hans-Joachim Heusinger (LDPD)        | 1972–1990      | Regierung Modrow                |
| Justiz | Kurt Wünsche (LDPD)                  | 1990           | Regierung Modrow                |
| Justiz | Kurt Wünsche (LDPD)                  | 1990           | Regierung de Maizière           |
| Justiz | Kurt Wünsche (LDPD)                  | 1990           | Regierung de Maizière           |
| Justiz | Manfred Walther (CDU)                | 1990           |                                 |

### Ministerien der bewaffneten Organe
| Name des Ministeriums | Minister (Partei)               | Regierungszeit | Kabinett                        |
| --- | ------------------------------- | -------------- | ------------------------------- |
| Ministerium des Innern | Karl Steinhoff (SED)            | 1949–1952      | Provisorische Regierung der DDR |
| Ministerium des Innern | Karl Steinhoff (SED)            | 1949–1952      | 1. Ministerrat                  |
| Ministerium des Innern | Willi Stoph (SED)               | 1952–1955      | 1. Ministerrat                  |
| Ministerium des Innern | Willi Stoph (SED)               | 1952–1955      | 2. Ministerrat                  |
| Ministerium des Innern | Karl Maron (SED)                | 1955–1963      | 2. Ministerrat                  |
| Ministerium des Innern | Karl Maron (SED)                | 1955–1963      | 3. Ministerrat                  |
| Ministerium des Innern | Friedrich Dickel (SED)          | 1963–1989      | 4. Ministerrat                  |
| Ministerium des Innern | Friedrich Dickel (SED)          | 1963–1989      | 5. Ministerrat                  |
| Ministerium des Innern | Friedrich Dickel (SED)          | 1963–1989      | 6. Ministerrat                  |
| Ministerium des Innern | Friedrich Dickel (SED)          | 1963–1989      | 7. Ministerrat                  |
| Ministerium des Innern | Friedrich Dickel (SED)          | 1963–1989      | 8. Ministerrat                  |
| Ministerium des Innern | Friedrich Dickel (SED)          | 1963–1989      | 9. Ministerrat                  |
| Ministerium des Innern | Lothar Ahrendt (SED)            | 1989–1990      | Regierung Modrow                |
| Ministerium des Innern | Peter-Michael Diestel (DSU/CDU) | 1990           | Regierung de Maizière           |
| Ministerium für Staatssicherheit (1953–1955 Staatssekretariat für Staatssicherheit seit 1989 Amt für Nationale Sicherheit) | Wilhelm Zaisser (SED)           | 1950–1953      | 1. Ministerrat                  |
| Ministerium für Staatssicherheit (1953–1955 Staatssekretariat für Staatssicherheit seit 1989 Amt für Nationale Sicherheit) | Ernst Wollweber (SED)           | 1953–1957      | 1. Ministerrat                  |
| Ministerium für Staatssicherheit (1953–1955 Staatssekretariat für Staatssicherheit seit 1989 Amt für Nationale Sicherheit) | Ernst Wollweber (SED)           | 1953–1957      | 2. Ministerrat                  |
| Ministerium für Staatssicherheit (1953–1955 Staatssekretariat für Staatssicherheit seit 1989 Amt für Nationale Sicherheit) | Erich Mielke (SED)              | 1957–1989      | 2. Ministerrat                  |
| Ministerium für Staatssicherheit (1953–1955 Staatssekretariat für Staatssicherheit seit 1989 Amt für Nationale Sicherheit) | Erich Mielke (SED)              | 1957–1989      | 3. Ministerrat                  |
| Ministerium für Staatssicherheit (1953–1955 Staatssekretariat für Staatssicherheit seit 1989 Amt für Nationale Sicherheit) | Erich Mielke (SED)              | 1957–1989      | 4. Ministerrat                  |
| Ministerium für Staatssicherheit (1953–1955 Staatssekretariat für Staatssicherheit seit 1989 Amt für Nationale Sicherheit) | Erich Mielke (SED)              | 1957–1989      | 5. Ministerrat                  |
| Ministerium für Staatssicherheit (1953–1955 Staatssekretariat für Staatssicherheit seit 1989 Amt für Nationale Sicherheit) | Erich Mielke (SED)              | 1957–1989      | 6. Ministerrat                  |
| Ministerium für Staatssicherheit (1953–1955 Staatssekretariat für Staatssicherheit seit 1989 Amt für Nationale Sicherheit) | Erich Mielke (SED)              | 1957–1989      | 7. Ministerrat                  |
| Ministerium für Staatssicherheit (1953–1955 Staatssekretariat für Staatssicherheit seit 1989 Amt für Nationale Sicherheit) | Erich Mielke (SED)              | 1957–1989      | 8. Ministerrat                  |
| Ministerium für Staatssicherheit (1953–1955 Staatssekretariat für Staatssicherheit seit 1989 Amt für Nationale Sicherheit) | Erich Mielke (SED)              | 1957–1989      | 9. Ministerrat                  |
| Ministerium für Staatssicherheit (1953–1955 Staatssekretariat für Staatssicherheit seit 1989 Amt für Nationale Sicherheit) | Wolfgang Schwanitz (SED)        | 1989           | Regierung Modrow                |
| Ministerium für Nationale Verteidigung (ab 1990: Ministerium für Abrüstung und Verteidigung)                               | Willi Stoph (SED)               | 1956–1961      | 2. Ministerrat                  |
| Ministerium für Nationale Verteidigung (ab 1990: Ministerium für Abrüstung und Verteidigung)                               | Willi Stoph (SED)               | 1956–1961      | 3. Ministerrat                  |
| Ministerium für Nationale Verteidigung (ab 1990: Ministerium für Abrüstung und Verteidigung)                               | Heinz Hoffmann (SED)            | 1961–1985†     | 3. Ministerrat                  |
| Ministerium für Nationale Verteidigung (ab 1990: Ministerium für Abrüstung und Verteidigung)                               | Heinz Hoffmann (SED)            | 1961–1985†     | 4. Ministerrat                  |
| Ministerium für Nationale Verteidigung (ab 1990: Ministerium für Abrüstung und Verteidigung)                               | Heinz Hoffmann (SED)            | 1961–1985†     | 5. Ministerrat                  |
| Ministerium für Nationale Verteidigung (ab 1990: Ministerium für Abrüstung und Verteidigung)                               | Heinz Hoffmann (SED)            | 1961–1985†     | 6. Ministerrat                  |
| Ministerium für Nationale Verteidigung (ab 1990: Ministerium für Abrüstung und Verteidigung)                               | Heinz Hoffmann (SED)            | 1961–1985†     | 7. Ministerrat                  |
| Ministerium für Nationale Verteidigung (ab 1990: Ministerium für Abrüstung und Verteidigung)                               | Heinz Hoffmann (SED)            | 1961–1985†     | 8. Ministerrat                  |
| Ministerium für Nationale Verteidigung (ab 1990: Ministerium für Abrüstung und Verteidigung)                               | Heinz Keßler (SED)              | 1985–1989      | 8. Ministerrat                  |
| Ministerium für Nationale Verteidigung (ab 1990: Ministerium für Abrüstung und Verteidigung)                               | Heinz Keßler (SED)              | 1985–1989      | 9. Ministerrat                  |
| Ministerium für Nationale Verteidigung (ab 1990: Ministerium für Abrüstung und Verteidigung)                               | Theodor Hoffmann (SED)          | 1989–1990      | Regierung Modrow                |
| Ministerium für Nationale Verteidigung (ab 1990: Ministerium für Abrüstung und Verteidigung)                               | Rainer Eppelmann (DA/CDU)       | 1990           | Regierung de Maizière           |

### Industrieministerien
Neben den in jeder Regierung üblichen Ressorts war der Ministerrat geprägt durch eine Vielzahl von Industrieministerien, die ab 1950 eingerichtet wurden. Die Staatliche Plankommission war ein zentrales Organ des Ministerrats („Planträger 1. Stufe“), um die Arbeit der einzelnen Industrieministerien („Planträger 2. Stufe“) zu koordinieren. 1958 wurden die Industrieministerien aufgelöst und 1961 im neu gegründeten Volkswirtschaftsrat (VWR) zusammengeführt. Vorsitzender des VWR war Alfred Neumann (SED). Diese Organisationsänderungen geschahen im Zuge der Einführung des Neuen Ökonomischen Systems der Planung und Leitung (NÖSPL). Der VWR wurde 1965 wieder abgeschafft und es wurden erneut einzelne Industrieministerien eingerichtet. Diese unterstanden wie zuvor der Staatlichen Plankommission.
1972 wurde das Ministerium für Glas- und Keramikindustrie aus Teilen der Glas- und feinkeramische Industrie diverser anderer Ministerien neu gebildet. Die nächste größere Änderung geschah 1973, als das Ministerium für Verarbeitungsmaschinen- und Fahrzeugbau in zwei Ministerien aufgeteilt wurde, das Ministerium für Allgemeinen Maschinen-, Landmaschinen- und Fahrzeugbau und das Ministerium für Werkzeug- und Verarbeitungsmaschinenbau.
1989 erfolgte eine weitreichende Umstrukturierung der Industrieministerien: Die Ministerien für Bezirksgeleitete Industrie und Lebensmittelindustrie und Glas- und Keramikindustrie wurden aufgelöst, die Geschäftsbereiche gingen zum 1. Januar 1990 zum Ministerium für Leichtindustrie. Die Ministerien für Allgemeinen Maschinen-, Landmaschinen- und Fahrzeugbau, für Werkzeug- und Verarbeitungsmaschinenbau, für Schwermaschinen- und Anlagenbau sowie für Elektrotechnik und Elektronik gingen in ein neugebildetes Ministerium für Maschinenbau über. Minister wurde Karl Grünheid (SED), zuvor langjähriger Minister für Glas- und Keramikindustrie. Ebenfalls neugebildet wurde ein Ministerium für Schwerindustrie, welches aus den Ministerien für Geologie, Erzbergbau, Metallurgie und Kali, Chemische Industrie sowie Kohle und Energie gebildet wurde. Minister wurde Kurt Singhuber (SED), zuvor langjähriger Minister für Erzbergbau, Metallurgie und Kali. Das Ministerium für Materialwirtschaft wurde hingegen in die Staatliche Plankommission eingegliedert.
In der Regierung de Maizière wurden die drei verbliebenen Industrieministerien Leichtindustrie, Schwerindustrie und Maschinenbau sowie das Wirtschaftskomitee für die Durchführung einer Wirtschaftsreform, Nachfolger der Staatlichen Plankommission, in das erst 1989 gegründete Ministerium für Wirtschaft eingegliedert.
| Name des Ministeriums | Minister (Partei)           | Regierungszeit | Kabinett         |
| --- | --------------------------- | -------------- | ---------------- |
| Erzbergbau, Metallurgie und Kali (1950 bis 1955: Hüttenwesen und Erzbergbau; 1955 bis 1958: Berg- und Hüttenwesen)                                                                    | Fritz Selbmann (SED)        | 1950–1955      | 1. Ministerrat   |
| Erzbergbau, Metallurgie und Kali (1950 bis 1955: Hüttenwesen und Erzbergbau; 1955 bis 1958: Berg- und Hüttenwesen)                                                                    | Fritz Selbmann (SED)        | 1950–1955      | 2. Ministerrat   |
| Erzbergbau, Metallurgie und Kali (1950 bis 1955: Hüttenwesen und Erzbergbau; 1955 bis 1958: Berg- und Hüttenwesen)                                                                    | Rudolf Steinwand (SED)      | 1955–1958      | 2. Ministerrat   |
| Erzbergbau, Metallurgie und Kali (1950 bis 1955: Hüttenwesen und Erzbergbau; 1955 bis 1958: Berg- und Hüttenwesen)                                                                    | Ministerium aufgelöst       | 1958–1965      | 3. Ministerrat   |
| Erzbergbau, Metallurgie und Kali (1950 bis 1955: Hüttenwesen und Erzbergbau; 1955 bis 1958: Berg- und Hüttenwesen)                                                                    | Ministerium aufgelöst       | 1958–1965      | 4. Ministerrat   |
| Erzbergbau, Metallurgie und Kali (1950 bis 1955: Hüttenwesen und Erzbergbau; 1955 bis 1958: Berg- und Hüttenwesen)                                                                    | Kurt Fichtner (SED)         | 1965–1967      | 4. Ministerrat   |
| Erzbergbau, Metallurgie und Kali (1950 bis 1955: Hüttenwesen und Erzbergbau; 1955 bis 1958: Berg- und Hüttenwesen)                                                                    | Kurt Singhuber (SED)        | 1967–1989      | 5. Ministerrat   |
| Erzbergbau, Metallurgie und Kali (1950 bis 1955: Hüttenwesen und Erzbergbau; 1955 bis 1958: Berg- und Hüttenwesen)                                                                    | Kurt Singhuber (SED)        | 1967–1989      | 6. Ministerrat   |
| Erzbergbau, Metallurgie und Kali (1950 bis 1955: Hüttenwesen und Erzbergbau; 1955 bis 1958: Berg- und Hüttenwesen)                                                                    | Kurt Singhuber (SED)        | 1967–1989      | 7. Ministerrat   |
| Erzbergbau, Metallurgie und Kali (1950 bis 1955: Hüttenwesen und Erzbergbau; 1955 bis 1958: Berg- und Hüttenwesen)                                                                    | Kurt Singhuber (SED)        | 1967–1989      | 8. Ministerrat   |
| Erzbergbau, Metallurgie und Kali (1950 bis 1955: Hüttenwesen und Erzbergbau; 1955 bis 1958: Berg- und Hüttenwesen)                                                                    | Kurt Singhuber (SED)        | 1967–1989      | 9. Ministerrat   |
| Elektrotechnik und Elektronik | Otfried Steger (SED)        | 1965–1982      | 4. Ministerrat   |
| Elektrotechnik und Elektronik | Otfried Steger (SED)        | 1965–1982      | 5. Ministerrat   |
| Elektrotechnik und Elektronik | Otfried Steger (SED)        | 1965–1982      | 6. Ministerrat   |
| Elektrotechnik und Elektronik | Otfried Steger (SED)        | 1965–1982      | 7. Ministerrat   |
| Elektrotechnik und Elektronik | Otfried Steger (SED)        | 1965–1982      | 8. Ministerrat   |
| Elektrotechnik und Elektronik | Felix Meier (SED)           | 1982–1989      | 8. Ministerrat   |
| Elektrotechnik und Elektronik | Felix Meier (SED)           | 1982–1989      | 9. Ministerrat   |
| Kohle und Energie (1965 bis 1971: Grundstoffindustrie) | Richard Goschütz (SED)      | 1956–1958      | 2. Ministerrat   |
| Kohle und Energie (1965 bis 1971: Grundstoffindustrie) | Ministerium aufgelöst       | 1958–1965      | 3. Ministerrat   |
| Kohle und Energie (1965 bis 1971: Grundstoffindustrie) | Ministerium aufgelöst       | 1958–1965      | 4. Ministerrat   |
| Kohle und Energie (1965 bis 1971: Grundstoffindustrie) | Klaus Siebold (SED)         | 1965–1979      | 4. Ministerrat   |
| Kohle und Energie (1965 bis 1971: Grundstoffindustrie) | Klaus Siebold (SED)         | 1965–1979      | 5. Ministerrat   |
| Kohle und Energie (1965 bis 1971: Grundstoffindustrie) | Klaus Siebold (SED)         | 1965–1979      | 6. Ministerrat   |
| Kohle und Energie (1965 bis 1971: Grundstoffindustrie) | Klaus Siebold (SED)         | 1965–1979      | 7. Ministerrat   |
| Kohle und Energie (1965 bis 1971: Grundstoffindustrie) | Wolfgang Mitzinger (SED)    | 1979–1989      | 7. Ministerrat   |
| Kohle und Energie (1965 bis 1971: Grundstoffindustrie) | Wolfgang Mitzinger (SED)    | 1979–1989      | 8. Ministerrat   |
| Kohle und Energie (1965 bis 1971: Grundstoffindustrie) | Wolfgang Mitzinger (SED)    | 1979–1989      | 9. Ministerrat   |
| Chemische Industrie (1951–1953 Staatssekretariat für Chemie, Steine und Erden; 1953–1955 Staatssekretariat für Chemie)                                                                | Dirk van Rickelen (SED)     | 1951–1953      | 1. Ministerrat   |
| Chemische Industrie (1951–1953 Staatssekretariat für Chemie, Steine und Erden; 1953–1955 Staatssekretariat für Chemie)                                                                | Werner Winkler (SED)        | 1953–1958      | 1. Ministerrat   |
| Chemische Industrie (1951–1953 Staatssekretariat für Chemie, Steine und Erden; 1953–1955 Staatssekretariat für Chemie)                                                                | Werner Winkler (SED)        | 1953–1958      | 2. Ministerrat   |
| Chemische Industrie (1951–1953 Staatssekretariat für Chemie, Steine und Erden; 1953–1955 Staatssekretariat für Chemie)                                                                | Ministerium aufgelöst       | 1958–1965      | 3. Ministerrat   |
| Chemische Industrie (1951–1953 Staatssekretariat für Chemie, Steine und Erden; 1953–1955 Staatssekretariat für Chemie)                                                                | Ministerium aufgelöst       | 1958–1965      | 4. Ministerrat   |
| Chemische Industrie (1951–1953 Staatssekretariat für Chemie, Steine und Erden; 1953–1955 Staatssekretariat für Chemie)                                                                | Siegbert Löschau (SED)      | 1965–1966      | 4. Ministerrat   |
| Chemische Industrie (1951–1953 Staatssekretariat für Chemie, Steine und Erden; 1953–1955 Staatssekretariat für Chemie)                                                                | Günther Wyschofsky (SED)    | 1966–1989      | 4. Ministerrat   |
| Chemische Industrie (1951–1953 Staatssekretariat für Chemie, Steine und Erden; 1953–1955 Staatssekretariat für Chemie)                                                                | Günther Wyschofsky (SED)    | 1966–1989      | 5. Ministerrat   |
| Chemische Industrie (1951–1953 Staatssekretariat für Chemie, Steine und Erden; 1953–1955 Staatssekretariat für Chemie)                                                                | Günther Wyschofsky (SED)    | 1966–1989      | 6. Ministerrat   |
| Chemische Industrie (1951–1953 Staatssekretariat für Chemie, Steine und Erden; 1953–1955 Staatssekretariat für Chemie)                                                                | Günther Wyschofsky (SED)    | 1966–1989      | 7. Ministerrat   |
| Chemische Industrie (1951–1953 Staatssekretariat für Chemie, Steine und Erden; 1953–1955 Staatssekretariat für Chemie)                                                                | Günther Wyschofsky (SED)    | 1966–1989      | 8. Ministerrat   |
| Chemische Industrie (1951–1953 Staatssekretariat für Chemie, Steine und Erden; 1953–1955 Staatssekretariat für Chemie)                                                                | Günther Wyschofsky (SED)    | 1966–1989      | 9. Ministerrat   |
| Glas- und Keramikindustrie | Karl Bettin (SED)           | 1971–1972      | 6. Ministerrat   |
| Glas- und Keramikindustrie | Werner Greiner-Petter (SED) | 1972–1983      | 6. Ministerrat   |
| Glas- und Keramikindustrie | Werner Greiner-Petter (SED) | 1972–1983      | 7. Ministerrat   |
| Glas- und Keramikindustrie | Werner Greiner-Petter (SED) | 1972–1983      | 8. Ministerrat   |
| Glas- und Keramikindustrie | Karl Grünheid (SED)         | 1983–1989      | 8. Ministerrat   |
| Glas- und Keramikindustrie | Karl Grünheid (SED)         | 1983–1989      | 9. Ministerrat   |
| Materialwirtschaft (1950–1952 Staatssekretariat für Materialversorgung; 1952–1953 Staatliche Verwaltung für Materialversorgung; 1953–1954 Staatliches Komitee für Materialversorgung) | Erwin Kerber (SED)          | 1950–1952      | 1. Ministerrat   |
| Materialwirtschaft (1950–1952 Staatssekretariat für Materialversorgung; 1952–1953 Staatliche Verwaltung für Materialversorgung; 1953–1954 Staatliches Komitee für Materialversorgung) | Staatssekretariat aufgelöst | 1952–1965      | 1. Ministerrat   |
| Materialwirtschaft (1950–1952 Staatssekretariat für Materialversorgung; 1952–1953 Staatliche Verwaltung für Materialversorgung; 1953–1954 Staatliches Komitee für Materialversorgung) | Staatssekretariat aufgelöst | 1952–1965      | 2. Ministerrat   |
| Materialwirtschaft (1950–1952 Staatssekretariat für Materialversorgung; 1952–1953 Staatliche Verwaltung für Materialversorgung; 1953–1954 Staatliches Komitee für Materialversorgung) | Staatssekretariat aufgelöst | 1952–1965      | 3. Ministerrat   |
| Materialwirtschaft (1950–1952 Staatssekretariat für Materialversorgung; 1952–1953 Staatliche Verwaltung für Materialversorgung; 1953–1954 Staatliches Komitee für Materialversorgung) | Staatssekretariat aufgelöst | 1952–1965      | 4. Ministerrat   |
| Materialwirtschaft (1950–1952 Staatssekretariat für Materialversorgung; 1952–1953 Staatliche Verwaltung für Materialversorgung; 1953–1954 Staatliches Komitee für Materialversorgung) | Alfred Neumann (SED)        | 1965–1968      | 4. Ministerrat   |
| Materialwirtschaft (1950–1952 Staatssekretariat für Materialversorgung; 1952–1953 Staatliche Verwaltung für Materialversorgung; 1953–1954 Staatliches Komitee für Materialversorgung) | Alfred Neumann (SED)        | 1965–1968      | 5. Ministerrat   |
| Materialwirtschaft (1950–1952 Staatssekretariat für Materialversorgung; 1952–1953 Staatliche Verwaltung für Materialversorgung; 1953–1954 Staatliches Komitee für Materialversorgung) | Erich Haase (SED)           | 1968–1971      | 5. Ministerrat   |
| Materialwirtschaft (1950–1952 Staatssekretariat für Materialversorgung; 1952–1953 Staatliche Verwaltung für Materialversorgung; 1953–1954 Staatliches Komitee für Materialversorgung) | Manfred Flegel (NDPD)       | 1971–1974      | 6. Ministerrat   |
| Materialwirtschaft (1950–1952 Staatssekretariat für Materialversorgung; 1952–1953 Staatliche Verwaltung für Materialversorgung; 1953–1954 Staatliches Komitee für Materialversorgung) | Wolfgang Rauchfuß (SED)     | 1974–1989      | 6. Ministerrat   |
| Materialwirtschaft (1950–1952 Staatssekretariat für Materialversorgung; 1952–1953 Staatliche Verwaltung für Materialversorgung; 1953–1954 Staatliches Komitee für Materialversorgung) | Wolfgang Rauchfuß (SED)     | 1974–1989      | 7. Ministerrat   |
| Materialwirtschaft (1950–1952 Staatssekretariat für Materialversorgung; 1952–1953 Staatliche Verwaltung für Materialversorgung; 1953–1954 Staatliches Komitee für Materialversorgung) | Wolfgang Rauchfuß (SED)     | 1974–1989      | 8. Ministerrat   |
| Materialwirtschaft (1950–1952 Staatssekretariat für Materialversorgung; 1952–1953 Staatliche Verwaltung für Materialversorgung; 1953–1954 Staatliches Komitee für Materialversorgung) | Wolfgang Rauchfuß (SED)     | 1974–1989      | 9. Ministerrat   |
| Werkzeug- und Verarbeitungsmaschinenbau (1965 bis 1973: Verarbeitungsmaschinen- und Fahrzeugbau)                                                                                      | Rudi Georgi (SED)           | 1965–1989      | 4. Ministerrat   |
| Werkzeug- und Verarbeitungsmaschinenbau (1965 bis 1973: Verarbeitungsmaschinen- und Fahrzeugbau)                                                                                      | Rudi Georgi (SED)           | 1965–1989      | 5. Ministerrat   |
| Werkzeug- und Verarbeitungsmaschinenbau (1965 bis 1973: Verarbeitungsmaschinen- und Fahrzeugbau)                                                                                      | Rudi Georgi (SED)           | 1965–1989      | 6. Ministerrat   |
| Werkzeug- und Verarbeitungsmaschinenbau (1965 bis 1973: Verarbeitungsmaschinen- und Fahrzeugbau)                                                                                      | Rudi Georgi (SED)           | 1965–1989      | 7. Ministerrat   |
| Werkzeug- und Verarbeitungsmaschinenbau (1965 bis 1973: Verarbeitungsmaschinen- und Fahrzeugbau)                                                                                      | Rudi Georgi (SED)           | 1965–1989      | 8. Ministerrat   |
| Werkzeug- und Verarbeitungsmaschinenbau (1965 bis 1973: Verarbeitungsmaschinen- und Fahrzeugbau)                                                                                      | Rudi Georgi (SED)           | 1965–1989      | 9. Ministerrat   |
| Allgemeinen Maschinen-, Landmaschinen- und Fahrzeugbau | Günther Kleiber (SED)       | 1973–1986      | 6. Ministerrat   |
| Allgemeinen Maschinen-, Landmaschinen- und Fahrzeugbau | Günther Kleiber (SED)       | 1973–1986      | 7. Ministerrat   |
| Allgemeinen Maschinen-, Landmaschinen- und Fahrzeugbau | Günther Kleiber (SED)       | 1973–1986      | 8. Ministerrat   |
| Allgemeinen Maschinen-, Landmaschinen- und Fahrzeugbau | Gerhard Tautenhahn (SED)    | 1986–1989      | 9. Ministerrat   |
| Schwermaschinen- und Anlagenbau | Gerhard Zimmermann (SED)    | 1965–1981      | 4. Ministerrat   |
| Schwermaschinen- und Anlagenbau | Gerhard Zimmermann (SED)    | 1965–1981      | 5. Ministerrat   |
| Schwermaschinen- und Anlagenbau | Gerhard Zimmermann (SED)    | 1965–1981      | 6. Ministerrat   |
| Schwermaschinen- und Anlagenbau | Gerhard Zimmermann (SED)    | 1965–1981      | 7. Ministerrat   |
| Schwermaschinen- und Anlagenbau | Rolf Kersten (SED)          | 1981–1986      | 8. Ministerrat   |
| Schwermaschinen- und Anlagenbau | Hans-Joachim Lauck (SED)    | 1986–1989      | 9. Ministerrat   |
| Leichtindustrie | Wilhelm Feldmann (NDPD)     | 1950–1958      | 1. Ministerrat   |
| Leichtindustrie | Wilhelm Feldmann (NDPD)     | 1950–1958      | 2. Ministerrat   |
| Leichtindustrie | Ministerium aufgelöst       | 1958–1965      | 3. Ministerrat   |
| Leichtindustrie | Ministerium aufgelöst       | 1958–1965      | 4. Ministerrat   |
| Leichtindustrie | Johann Wittik (SED)         | 1965–1972      | 4. Ministerrat   |
| Leichtindustrie | Johann Wittik (SED)         | 1965–1972      | 5. Ministerrat   |
| Leichtindustrie | Johann Wittik (SED)         | 1965–1972      | 6. Ministerrat   |
| Leichtindustrie | Karl Bettin (SED)           | 1972–1978      | 6. Ministerrat   |
| Leichtindustrie | Karl Bettin (SED)           | 1972–1978      | 7. Ministerrat   |
| Leichtindustrie | Werner Buschmann (SED)      | 1978–1989      | 7. Ministerrat   |
| Leichtindustrie | Werner Buschmann (SED)      | 1978–1989      | 8. Ministerrat   |
| Leichtindustrie | Werner Buschmann (SED)      | 1978–1989      | 9. Ministerrat   |
| Leichtindustrie | Gunter Halm (NDPD)          | 1989–1990      | Regierung Modrow |
| Bezirksgeleitete Industrie und Lebensmittelindustrie (1953 bis 1958: Lebensmittelindustrie)                                                                                           | Kurt Westphal (SED)         | 1953–1958      | 1. Ministerrat   |
| Bezirksgeleitete Industrie und Lebensmittelindustrie (1953 bis 1958: Lebensmittelindustrie)                                                                                           | Kurt Westphal (SED)         | 1953–1958      | 2. Ministerrat   |
| Bezirksgeleitete Industrie und Lebensmittelindustrie (1953 bis 1958: Lebensmittelindustrie)                                                                                           | Ministerium aufgelöst       | 1958–1965      | 3. Ministerrat   |
| Bezirksgeleitete Industrie und Lebensmittelindustrie (1953 bis 1958: Lebensmittelindustrie)                                                                                           | Ministerium aufgelöst       | 1958–1965      | 4. Ministerrat   |
| Bezirksgeleitete Industrie und Lebensmittelindustrie (1953 bis 1958: Lebensmittelindustrie)                                                                                           | Erhard Krack (SED)          | 1965–1974      | 4. Ministerrat   |
| Bezirksgeleitete Industrie und Lebensmittelindustrie (1953 bis 1958: Lebensmittelindustrie)                                                                                           | Erhard Krack (SED)          | 1965–1974      | 5. Ministerrat   |
| Bezirksgeleitete Industrie und Lebensmittelindustrie (1953 bis 1958: Lebensmittelindustrie)                                                                                           | Erhard Krack (SED)          | 1965–1974      | 6. Ministerrat   |
| Bezirksgeleitete Industrie und Lebensmittelindustrie (1953 bis 1958: Lebensmittelindustrie)                                                                                           | Udo-Dieter Wange (SED)      | 1974–1989      | 6. Ministerrat   |
| Bezirksgeleitete Industrie und Lebensmittelindustrie (1953 bis 1958: Lebensmittelindustrie)                                                                                           | Udo-Dieter Wange (SED)      | 1974–1989      | 7. Ministerrat   |
| Bezirksgeleitete Industrie und Lebensmittelindustrie (1953 bis 1958: Lebensmittelindustrie)                                                                                           | Udo-Dieter Wange (SED)      | 1974–1989      | 8. Ministerrat   |
| Bezirksgeleitete Industrie und Lebensmittelindustrie (1953 bis 1958: Lebensmittelindustrie)                                                                                           | Udo-Dieter Wange (SED)      | 1974–1989      | 9. Ministerrat   |

### Den Ministerien gleichgestellte Kommissionen und Ämter
| Name der Stelle im Ministerrat | Minister (Partei)       | Regierungszeit | Kabinett                        |
| --- | ----------------------- | -------------- | ------------------------------- |
| Staatliche Plankommission (bis 1950: Ministerium für Planung; ab 1990: Wirtschaftskomitee für die Durchführung einer Wirtschaftsreform) | Heinrich Rau (SED)      | 1949–1952      | Provisorische Regierung der DDR |
| Staatliche Plankommission (bis 1950: Ministerium für Planung; ab 1990: Wirtschaftskomitee für die Durchführung einer Wirtschaftsreform) | Heinrich Rau (SED)      | 1949–1952      | 1. Ministerrat                  |
| Staatliche Plankommission (bis 1950: Ministerium für Planung; ab 1990: Wirtschaftskomitee für die Durchführung einer Wirtschaftsreform) | Bruno Leuschner (SED)   | 1952–1961      | 1. Ministerrat                  |
| Staatliche Plankommission (bis 1950: Ministerium für Planung; ab 1990: Wirtschaftskomitee für die Durchführung einer Wirtschaftsreform) | Bruno Leuschner (SED)   | 1952–1961      | 2. Ministerrat                  |
| Staatliche Plankommission (bis 1950: Ministerium für Planung; ab 1990: Wirtschaftskomitee für die Durchführung einer Wirtschaftsreform) | Bruno Leuschner (SED)   | 1952–1961      | 3. Ministerrat                  |
| Staatliche Plankommission (bis 1950: Ministerium für Planung; ab 1990: Wirtschaftskomitee für die Durchführung einer Wirtschaftsreform) | Karl Mewis (SED)        | 1961–1963      | 3. Ministerrat                  |
| Staatliche Plankommission (bis 1950: Ministerium für Planung; ab 1990: Wirtschaftskomitee für die Durchführung einer Wirtschaftsreform) | Erich Apel (SED)        | 1963–1965†     | 4. Ministerrat                  |
| Staatliche Plankommission (bis 1950: Ministerium für Planung; ab 1990: Wirtschaftskomitee für die Durchführung einer Wirtschaftsreform) | Gerhard Schürer (SED)   | 1965–1990      | 4. Ministerrat                  |
| Staatliche Plankommission (bis 1950: Ministerium für Planung; ab 1990: Wirtschaftskomitee für die Durchführung einer Wirtschaftsreform) | Gerhard Schürer (SED)   | 1965–1990      | 5. Ministerrat                  |
| Staatliche Plankommission (bis 1950: Ministerium für Planung; ab 1990: Wirtschaftskomitee für die Durchführung einer Wirtschaftsreform) | Gerhard Schürer (SED)   | 1965–1990      | 6. Ministerrat                  |
| Staatliche Plankommission (bis 1950: Ministerium für Planung; ab 1990: Wirtschaftskomitee für die Durchführung einer Wirtschaftsreform) | Gerhard Schürer (SED)   | 1965–1990      | 7. Ministerrat                  |
| Staatliche Plankommission (bis 1950: Ministerium für Planung; ab 1990: Wirtschaftskomitee für die Durchführung einer Wirtschaftsreform) | Gerhard Schürer (SED)   | 1965–1990      | 8. Ministerrat                  |
| Staatliche Plankommission (bis 1950: Ministerium für Planung; ab 1990: Wirtschaftskomitee für die Durchführung einer Wirtschaftsreform) | Gerhard Schürer (SED)   | 1965–1990      | 9. Ministerrat                  |
| Staatliche Plankommission (bis 1950: Ministerium für Planung; ab 1990: Wirtschaftskomitee für die Durchführung einer Wirtschaftsreform) | Gerhard Schürer (SED)   | 1965–1990      | Regierung Modrow                |
| Staatliche Plankommission (bis 1950: Ministerium für Planung; ab 1990: Wirtschaftskomitee für die Durchführung einer Wirtschaftsreform) | Karl Grünheid (SED)     | 1990           | Regierung Modrow                |
| Minister und Vorsitzender des Komitees der Arbeiter-und-Bauern-Inspektion                                                               | Heinz Matthes (SED)     | 1963–1977      | 4. Ministerrat                  |
| Minister und Vorsitzender des Komitees der Arbeiter-und-Bauern-Inspektion                                                               | Heinz Matthes (SED)     | 1963–1977      | 5. Ministerrat                  |
| Minister und Vorsitzender des Komitees der Arbeiter-und-Bauern-Inspektion                                                               | Heinz Matthes (SED)     | 1963–1977      | 6. Ministerrat                  |
| Minister und Vorsitzender des Komitees der Arbeiter-und-Bauern-Inspektion                                                               | Heinz Matthes (SED)     | 1963–1977      | 7. Ministerrat                  |
| Minister und Vorsitzender des Komitees der Arbeiter-und-Bauern-Inspektion                                                               | Albert Stief (SED)      | 1977–1989      | 7. Ministerrat                  |
| Minister und Vorsitzender des Komitees der Arbeiter-und-Bauern-Inspektion                                                               | Albert Stief (SED)      | 1977–1989      | 8. Ministerrat                  |
| Minister und Vorsitzender des Komitees der Arbeiter-und-Bauern-Inspektion                                                               | Albert Stief (SED)      | 1977–1989      | 9. Ministerrat                  |
| Minister und Leiter des Amtes für Preise                                                                                                | Walter Halbritter (SED) | 1965–1989      | 4. Ministerrat                  |
| Minister und Leiter des Amtes für Preise                                                                                                | Walter Halbritter (SED) | 1965–1989      | 5. Ministerrat                  |
| Minister und Leiter des Amtes für Preise                                                                                                | Walter Halbritter (SED) | 1965–1989      | 6. Ministerrat                  |
| Minister und Leiter des Amtes für Preise                                                                                                | Walter Halbritter (SED) | 1965–1989      | 7. Ministerrat                  |
| Minister und Leiter des Amtes für Preise                                                                                                | Walter Halbritter (SED) | 1965–1989      | 7. Ministerrat                  |
| Minister und Leiter des Amtes für Preise                                                                                                | Walter Halbritter (SED) | 1965–1989      | 8. Ministerrat                  |
| Minister und Leiter des Amtes für Preise                                                                                                | Walter Halbritter (SED) | 1965–1989      | 9. Ministerrat                  |
| Leiter des Presseamtes | Fritz Beyling (SED)     | 1953–1958      | 1. Ministerrat                  |
| Leiter des Presseamtes | Fritz Beyling (SED)     | 1953–1958      | 2. Ministerrat                  |
| Leiter des Presseamtes | Kurt Blecha (SED)       | 1958–1989      | 3. Ministerrat                  |
| Leiter des Presseamtes | Kurt Blecha (SED)       | 1958–1989      | 4. Ministerrat                  |
| Leiter des Presseamtes | Kurt Blecha (SED)       | 1958–1989      | 5. Ministerrat                  |
| Leiter des Presseamtes | Kurt Blecha (SED)       | 1958–1989      | 6. Ministerrat                  |
| Leiter des Presseamtes | Kurt Blecha (SED)       | 1958–1989      | 7. Ministerrat                  |
| Leiter des Presseamtes | Kurt Blecha (SED)       | 1958–1989      | 8. Ministerrat                  |
| Leiter des Presseamtes | Kurt Blecha (SED)       | 1958–1989      | 9. Ministerrat                  |
| Leiter des Presseamtes | Wolfgang Meyer (SED)    | 1989–1990      | Regierung Modrow                |

### Andere Regierungsstellen des Ministerrates
Außerdem waren dem Ministerrat direkt unterstellt selbstständige Staatssekretariate und Zentral-Ämter, unter anderem
- das Staatssekretariat für Arbeit und Löhne: Hellmuth Geyer ab 1965
- das Staatssekretariat für Kirchenfragen: Werner Eggerath, Hans Seigewasser, Klaus Gysi, Kurt Löffler
- das Staatliche Komitee für Körperkultur und Sport
- die Staatliche Zentralverwaltung für Statistik (SZS): Arno Donda ab 1963
- das Amt für Standardisierung, Messwesen und Warenprüfung (ASMW)
- das Amt für Industrielle Formgestaltung (AiF): Martin Kelm ab 1972
- das Amt für Jugendfragen (u. a. Johannes Keusch)
- das Staatssekretariat für Berufsbildung (ab 1970, zuvor ab 1966 Staatliches Amt für Berufsausbildung): Bodo Weidemann ab 1968
- das Staatliche Amt für Atomsicherheit und Strahlenschutz (SAAS)

In einigen Fällen fungierten deren Leiter als Mitglieder des Ministerrates.

## Neue Ministerien ab 1989/1990
| Name des Ministeriums                           | Minister           | Partei  | Regierungszeit | Kabinett             |
| ----------------------------------------------- | ------------------ | ------- | -------------- | -------------------- |
| Maschinenbau                                    | Karl Grünheid      | SED/PDS | 1989–1990      | Kabinett Modrow      |
| Maschinenbau                                    | Hans-Joachim Lauck | PDS     | 1990           | Kabinett Modrow      |
| Schwerindustrie                                 | Kurt Singhuber     | SED/PDS | 1989–1990      | Kabinett Modrow      |
| Wirtschaft                                      | Christa Luft       | SED/PDS | 1989–1990      | Kabinett Modrow      |
| Wirtschaft                                      | Gerhard Pohl       | CDU     | 1990           | Kabinett de Maizière |
| Wirtschaft                                      | Gunter Halm        | BFD     | 1990           | Kabinett de Maizière |
| Tourismus                                       | Bruno Benthien     | LDPD    | 1989/1990      | Kabinett Modrow      |
| Arbeit und Löhne (ab 1990: Arbeit und Soziales) | Hannelore Mensch   | SED/PDS | 1989–1990      | Kabinett Modrow      |
| Arbeit und Löhne (ab 1990: Arbeit und Soziales) | Regine Hildebrandt | SPD     | 1990           | Kabinett de Maizière |
| Arbeit und Löhne (ab 1990: Arbeit und Soziales) | Jürgen Kleditzsch  | CDU     | 1990           | Kabinett de Maizière |
| Familie und Frauen                              | Christa Schmidt    | CDU     | 1990           | Kabinett de Maizière |
| Kirchenfragen                                   | Lothar de Maizière | CDU     | 1989–1990      | Kabinett Modrow      |
| Bildung und Wissenschaft                        | Hans Joachim Meyer | CDU     | 1990           | Kabinett de Maizière |